# 利府町
利府町（りふちょう）は、宮城県中部に位置し、宮城郡に属する町。仙台都市圏に属しており、都市計画区域では仙塩広域都市計画区域に含まれる。仙台市の北東に隣接し、町内には宮城県総合運動公園、宮城スタジアム、新幹線総合車両センターなどがある。

## 概要
仙台市の北東に隣接する仙塩地区に位置し、JR東北本線利府線や宮城県道8号仙台松島線（利府街道）によって仙台市都心部と繋がる。仙台都市圏の中では新興のベッドタウンであり、イオンモール新利府を中心とした商業集積によって、仙塩地区の商業核の1つとなっている。また、松島方面へ抜ける利府街道や高速道路などが通る交通の要衝の面も持つ。町内の青山に宮城県の人口重心（北緯38度20分50秒 東経140度58分45秒 / 北緯38.34722度 東経140.97917度）がある。仙台市への通勤率は41.7%（令和2年国勢調査）。
県民の森に隣接する宮城県総合運動公園（グランディ・21）には、2002 FIFAワールドカップや東京2020オリンピックのサッカー競技が開催された宮城スタジアム（キューアンドエースタジアムみやぎ）や、約7,000人収容で大規模体育館の宮城県総合運動公園総合体育館（セキスイハイムスーパーアリーナ）などがあり、著名ミュージシャンの大規模コンサートが多く行われる。

## 地理

### 地形

#### 山地
主な山
- 番ヶ森山

#### 河川
主な川・沼
- 砂押川
- 勿来川
- 加瀬沼

### 人口
| |                                        |  |
| 利府町と全国の年齢別人口分布（2005年） | 利府町の年齢・男女別人口分布（2005年） |  |
| ■紫色 ― 利府町 ■緑色 ― 日本全国 | ■青色 ― 男性 ■赤色 ― 女性              |  |
| 利府町（に相当する地域）の人口の推移 \| 1970年（昭和45年） \| 8,031人 \| \| \| 1975年（昭和50年） \| 9,712人 \| \| \| 1980年（昭和55年） \| 11,201人 \| \| \| 1985年（昭和60年） \| 12,031人 \| \| \| 1990年（平成2年） \| 16,321人 \| \| \| 1995年（平成7年） \| 25,135人 \| \| \| 2000年（平成12年） \| 29,848人 \| \| \| 2005年（平成17年） \| 32,257人 \| \| \| 2010年（平成22年） \| 33,944人 \| \| \| 2015年（平成27年） \| 35,835人 \| \| \| 2020年（令和2年） \| 35,182人 \| \| |                                        |  |
| 総務省統計局 国勢調査より |                                        |  |
| 1970年（昭和45年） | 8,031人                                |  |
| 1975年（昭和50年） | 9,712人                                |  |
| 1980年（昭和55年） | 11,201人                               |  |
| 1985年（昭和60年） | 12,031人                               |  |
| 1990年（平成2年） | 16,321人                               |  |
| 1995年（平成7年） | 25,135人                               |  |
| 2000年（平成12年） | 29,848人                               |  |
| 2005年（平成17年） | 32,257人                               |  |
| 2010年（平成22年） | 33,944人                               |  |
| 2015年（平成27年） | 35,835人                               |  |
| 2020年（令和2年） | 35,182人                               |  |

### 隣接する自治体･行政区
宮城県
- 仙台市（宮城野区）
- 多賀城市
- 塩竈市
- 富谷市
- 宮城郡（松島町）
- 黒川郡（大郷町・大和町）

## 歴史
神亀元年（724年）、仙台平野を南北に分けるように奥羽山脈から松島湾まで東西に横たわる松島丘陵の東南麓に陸奥国の国府兼鎮守府の多賀城が創建された。丘陵を越える街道の南側の入口に位置する利府の森郷地区には勿来の関が築かれた。この勿来の関は白河の関や鼠ヶ関と共に奥州三関の一つであるとの説がある。利府町は、現在の仙台市宮城野区、多賀城市、塩竈市、七ヶ浜町とともに陸奥府中内に当たるが、「国府」や「府中」が町名の由来かどうかは不明である。

### 沿革
- 平安時代末期の文治5年（1189年） 源頼朝が東北地方全域を支配していた奥州藤原氏を滅ぼすと、翌年、奥州藤原氏の重臣である大河兼任が反乱を起こした。この乱を鎮圧した頼朝の御家人の伊沢家景は、頼朝から陸奥国留守職に任ぜられた。伊沢氏の子孫は留守氏を称するようになり、代々、陸奥国留守職に任ぜられた。伊沢家景の墓は、現在、利府町内にある[5]。
- 戦国時代末期 豊臣秀吉の奥州仕置により留守氏は改易され、その後、伊達氏の家臣として存続した。葛西大崎一揆の戦後処理で、伊達氏は現在の山形県南部・宮城県南部・福島県からおおよそ宮城県および岩手県南部へと、北へ追いやられた。慶長5年12月24日（1601年1月28日）、伊達政宗は仙台城を築城し、政宗を初代藩祖とする仙台藩が誕生した。利府も仙台藩の一部となった。
- 1884年（明治17年）、森郷仲町の日野藤吉が2反歩の水田を畑に転換し、そこにナシの苗木150本を植えた。これが利府におけるナシ栽培の始まりである。日野はナシ栽培の普及と改良に尽力し、やがては利府にナシの栽培が広まっていった[6]。
- 1889年（明治22年）4月1日 町村制の施行により、利府村が発足する。この翌年に、現在の東北本線に当たる日本鉄道の線路が利府に敷設され、1894年（明治27年）に利府駅が設置された[7]。
- 1967年（昭和42年）10月1日 利府村は町制施行して、利府町となる。
- 1986年（昭和61年）三陸自動車道の利府中ICが開通した。
- 2000年（平成12年）4月28日 イオン利府ショッピングセンター（現：イオンモール新利府 北館）がオープン。その隣接地に商業集積地の利府ペアガーデン等もオープンした。その後、2011年11月21日に「イオンモール利府」に改称。
- 2021年（令和3年）3月5日 「イオンモール新利府 南館」がグランドオープン。2021年（令和3年）7月2日には既存棟の「イオンモール新利府 北館」がリニューアルオープン。南館・北館を合わせ、東北最大級で国内3番目の規模のイオンモールが誕生した。
- 2021年（令和3年）7月1日 利府町文化交流センター「リフノス」が開館。
- 2021年（令和3年）7月21日・7月24日・7月27日・7月28日・7月30日・7月31日 町内の宮城スタジアムにて東京2020オリンピックのサッカー競技が10試合開催された。

## 政治

### 行政

#### 町長
- 町長：熊谷大（元・参議院議員、2018年3月2日就任、2期目）

## 施設

### 警察
本部
- 宮城県警察 塩釜警察署

交番
- 利府交番（宮城郡利府町中央3丁目10番地4）

駐在所
- 菅谷駐在所（宮城郡利府町菅谷台3丁目1番地1）

### 消防
本部
- 塩釜地区消防事務組合

消防署
- 利府消防署（利府町利府字堀切前11番地1）

### 医療
主な病院
- 仙塩利府病院
- 宮城利府掖済会病院

### 郵便局
主な郵便局
- 利府郵便局（集配局）
- 利府青山郵便局
- 浜田簡易郵便局
- 野中簡易郵便局
- 菅谷簡易郵便局

### 交流館
「利府町役場」庁舎内に宮城県内では初となる「行政庁舎」と「町民交流館」が一体となった施設である。

### 利府町文化交流センター「リフノス」
2021年（令和3年）7月1日に開館。本を通じた感動や発見を提供する図書館、あらゆる世代が学びあう場としての公民館、ハレの舞台を創出する文化会館からなる複合施設である。

#### 図書館
「利府町文化交流センター リフノス」内に利府町図書館として、開架冊数約77,000冊が管理されている。

#### 公民館
研修室1～4・創作室1～2・和室・クッキングスタジオ・ダンススタジオなどの部屋があり、町民が各々の活動をすることができる。また、学習室は24席完備してある。

#### 文化会館
音楽コンサート・演劇・講演会・展示等、用途に合わせた利用ができる多目的なホールでは、431の座席があり、座席は可動式のため、フラットでの利用も可能。

### 運動施設

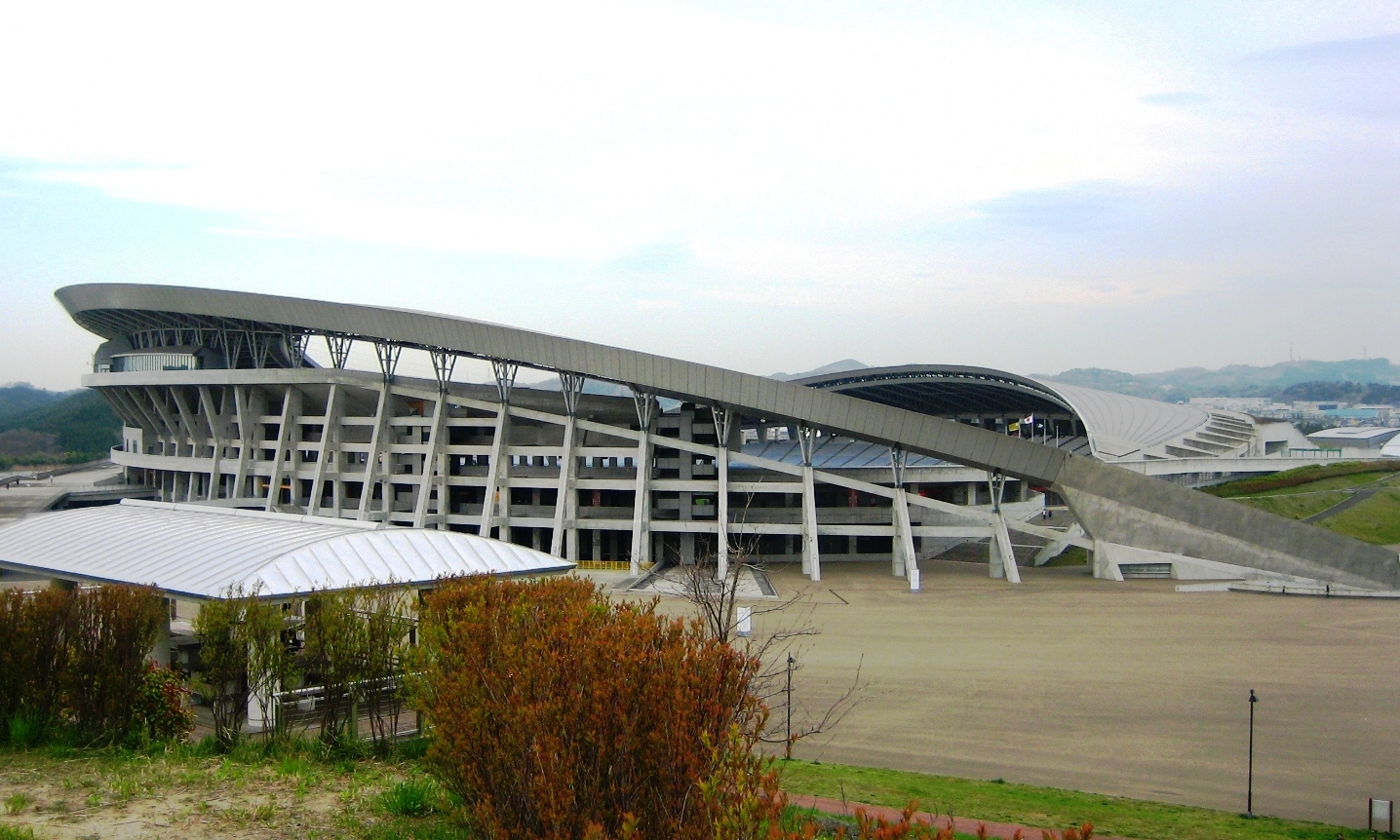
宮城県総合運動公園の宮城スタジアム。

利府町は、県庁所在地ではないにもかかわらず、宮城県所有と利府町所有の規模は違うものの、それらの公的機関が別々に運営するほぼ同じ種類の運動施設が、半径1キロメートル程度の範囲内に集中して多数存在する全国的にも珍しい自治体である。2001年（平成13年）に開催された国民体育大会（新世紀・みやぎ国体）ではメイン会場となり開会式、多数の競技が開催されるとともに、翌2002年（平成14年）に開催された日韓ワールドカップサッカー大会（2002 FIFAワールドカップ）の会場地となった。宮城県管轄施設は、その性格上、正式競技から大規模コンサートの開催も対応しながら広域的に活動しており、利府町管轄施設は住民の運動機会の増設や体力及び健康づくりを主活動とする住み分けが見られる。なお宮城県総合運動公園は、当初の計画では東北楽天ゴールデンイーグルスが本拠地としている宮城球場を廃し、宮城県総合運動公園内に野球場を新設する予定であったが、凍結されている。
また、2021年（令和3年）に開催された東京オリンピックでは、サッカー競技会場地となり、6日間で計10試合が行われた。
- 宮城県総合運動公園（グランディ・21）（宮城県管轄）
  - キューアンドエースタジアムみやぎ（命名権により）（ベガルタ仙台準ホーム）（陸上競技場・サッカー場等）
    - 補助競技場
    - 投擲場

  - セキスイハイムスーパーアリーナ（命名権により）
    - メインアリーナ
    - サブアリーナ（仙台89ERSの練習場の1つ）
    - トレーニングルーム

  - セントラルスポーツ宮城G21プール（県総合プール）
  - 合宿所
  - テニスコート
- みやぎ生協めぐみ野サッカー場（宮城県管轄）
- 利府町中央公園（十府の里パーク）（利府町管轄）
  - 利府町総合体育館
  - 利府町勤労青少年ホーム
  - 利府町屋内温水プール
  - 利府町中央公園野球場／楽天イーグルス利府球場（2009年より東北楽天ゴールデンイーグルス二軍の本拠地の1つ）
  - 多目的グラウンド（芝生）
  - テニスコート
- 館グラウンド（利府町管轄）
  - 野球場
- 沢乙北公園（利府町管轄）
  - 軟式野球場
  - テニスコート
- 利府ゴルフ倶楽部（『ミヤギテレビ杯ダンロップ女子オープンゴルフトーナメント』の会場）

## 姉妹都市･提携都市

### 海外
- リフー（フランス共和国 ニューカレドニア デ・ジル・ロイヤリティ州）
1980年（昭和55年）9月4日 姉妹都市提携調印。

## 経済

### 第一次産業

#### 農業
平地に水田、丘陵地帯に果樹園が多い。ナシの栽培が盛んである。利府におけるナシの栽培は1884年（明治17年）に森郷仲町の日野藤吉が2反歩の水田を畑に転換し、そこにナシの苗木150本を植えたことから始まる。この頃のナシの品種は大古河、太平、中弥、巾着などであり、後に長十郎が加わった。日野は終生、ナシ栽培の普及と改良に努め、現在では利府駅の近くに日野を称える頌徳碑がある。利府におけるナシ栽培の面積は最大で55町歩余りに達し、収穫されたナシは仙台や塩竈へ小売され、あるいは生産者の取引先の委託で各地へ発送された。1960年（昭和35年）には、農業協同組合が仙台や東京の市場へ出荷を試みた。市場へ出荷されたナシは一時は好評を得たが、関東や関西方面から早い時期に出荷されるナシに後れを取り、また採算が割に合わないという理由で、6年から7年くらいで市場へ出荷する生産者が減少し、農協も市場への出荷を取りやめた。以後は、生産者が個別にナシを販売、または生産者の取引先の委託でナシを各地へ発送し、一部が仙台や塩竈の市場へ流れた。昭和後期になると道路の整備や自動車の普及が進展し、幹線道路沿いに直売所が設置され、生産量の約半分が直売所で販売されるようになった。

#### 水産業

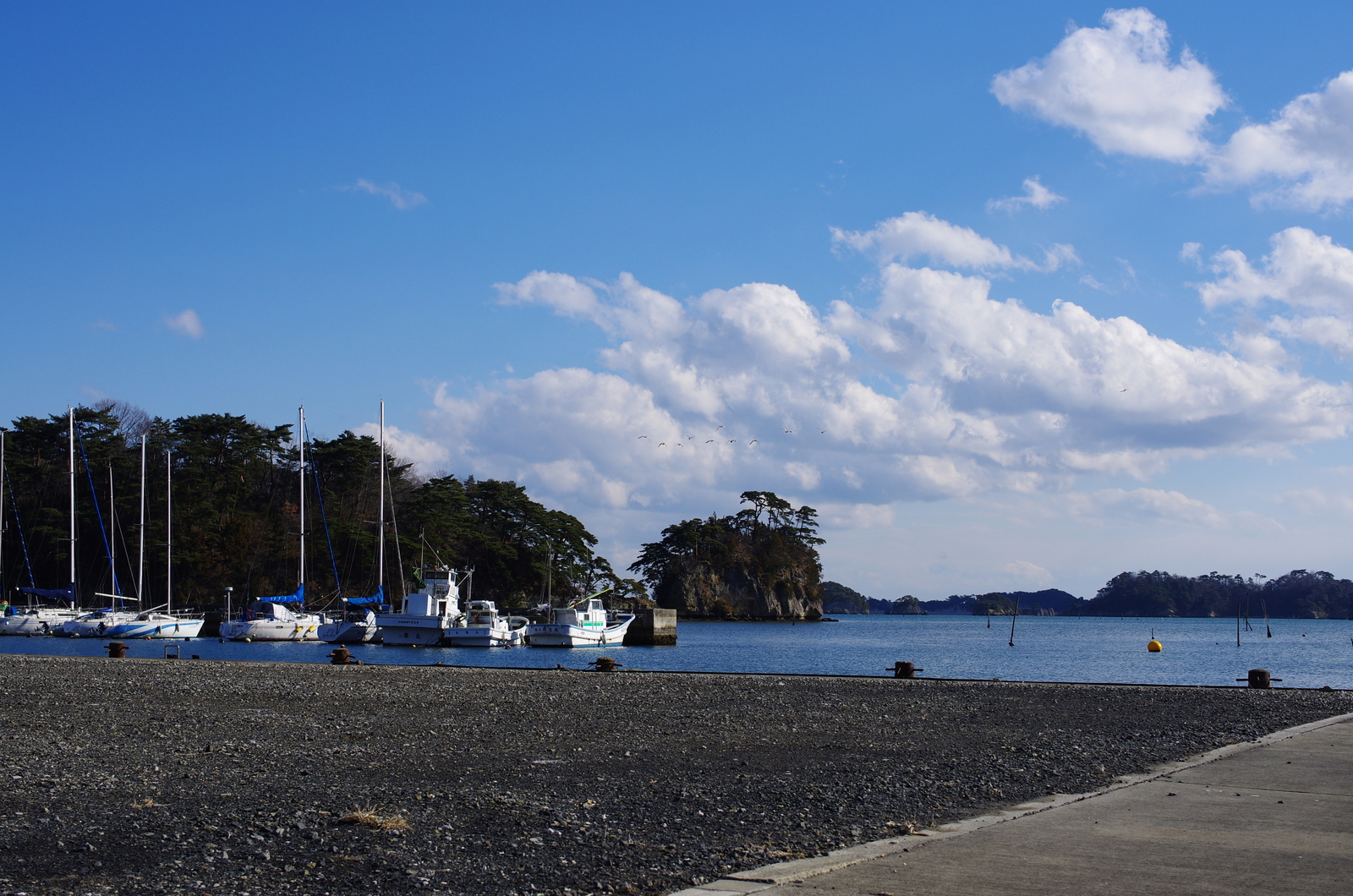
浜田の岸壁

日本三景松島の南西に位置し、松島湾に面している町内の沿岸部には2つの漁港がある。
- 浜田漁港

カキの養殖が盛ん。浜田カキ生産組合直売所では新鮮なカキを販売している。また、浜田漁港の「カキ焼き処」では新鮮な蒸し牡蠣が堪能できる。
- 須賀漁港

海苔・ワカメの養殖が中心。海苔・ワカメなどは「海産物収穫祭」で販売されることがある。

### 第二次産業

#### 工業
しらかし台工業流通団地に工業地域があり、多数の工場が操業中。

### 第三次産業

#### 商業

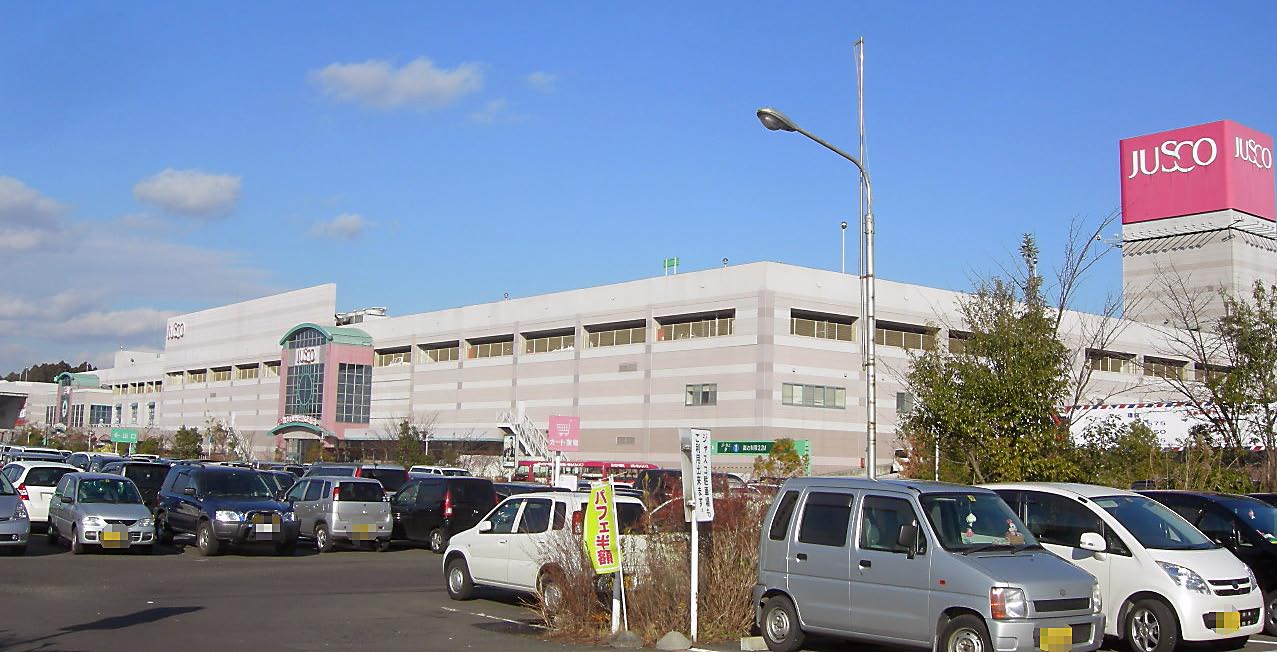
イオンモール新利府 北館（イオン利府ショッピングセンター時代）

スーパーマーケット、飲食店、ホームセンター、衣料品店、酒屋、ゲームセンター、家電量販店等がある。宮城県道8号仙台松島線（利府街道）に沿って多数の商店が営業している。イオンモール新利府を中心に一円に広がる商業地域があり、塩竈市や多賀城市などから多くの買物客を集めている。利府町の商圏が拡大している背景には、塩竈市郊外に広い商業用地がないことや多賀城市北部の大半が文化財埋蔵地域で大型商業施設の建設に適していないことがあげられる。

### 金融機関
- 仙台農業協同組合利府支店（指定金融機関）
- イオン銀行イオンモール新利府南館店
- 七十七銀行利府支店
- 仙台銀行利府支店

## 教育

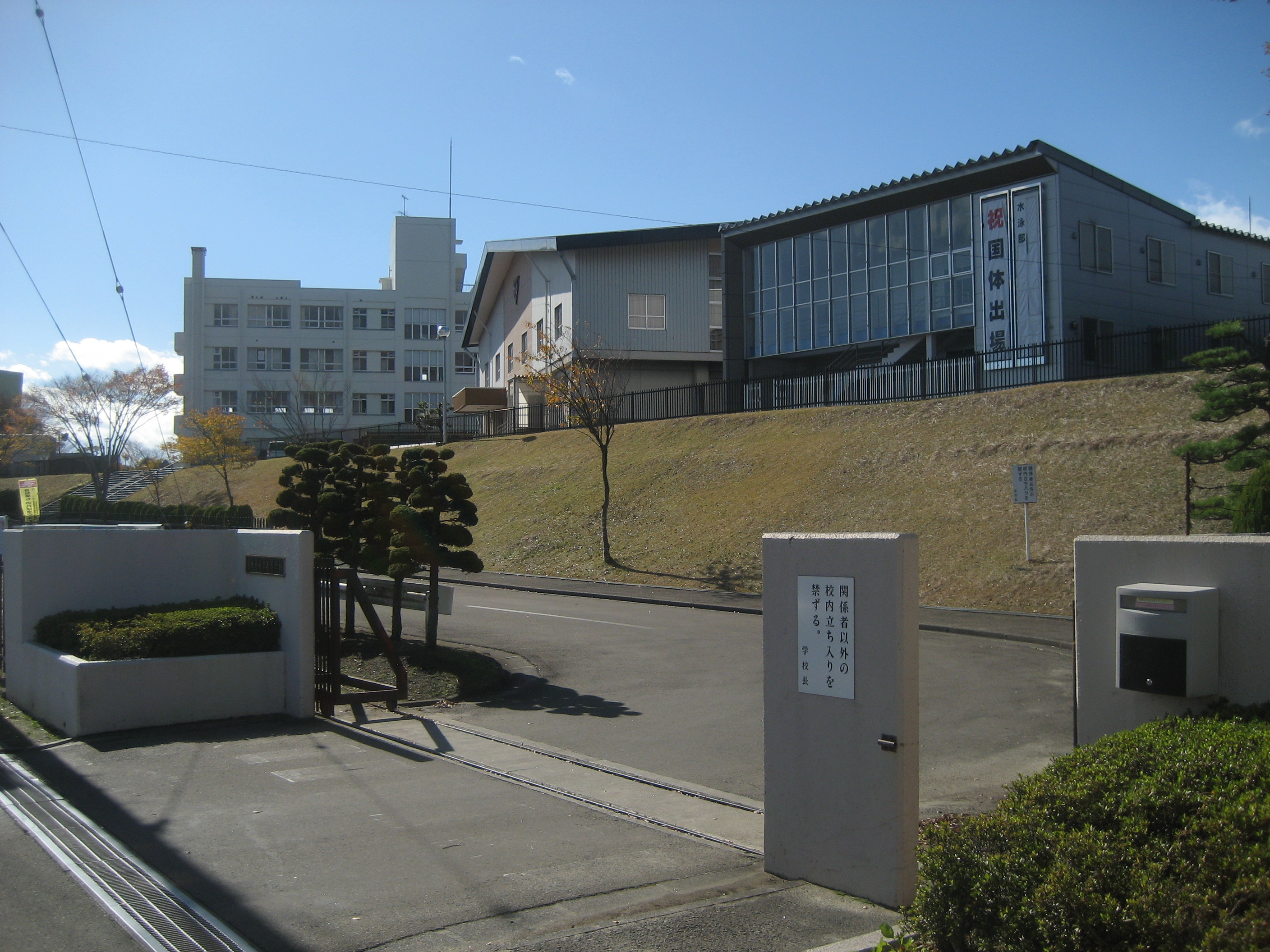
利府高校の校舎

### 高等学校
県立
- 宮城県利府高等学校

### 中学校
町立
- 利府町立利府中学校
- 利府町立しらかし台中学校
- 利府町立利府西中学校

### 小学校
町立
- 利府町立利府小学校
- 利府町立利府第二小学校
- 利府町立利府第三小学校
- 利府町立青山小学校
- 利府町立しらかし台小学校
- 利府町立菅谷台小学校

### 特別支援学校
県立
- 宮城県立利府支援学校（富谷市に小学部のみを扱う富谷校を設置。）

## 交通

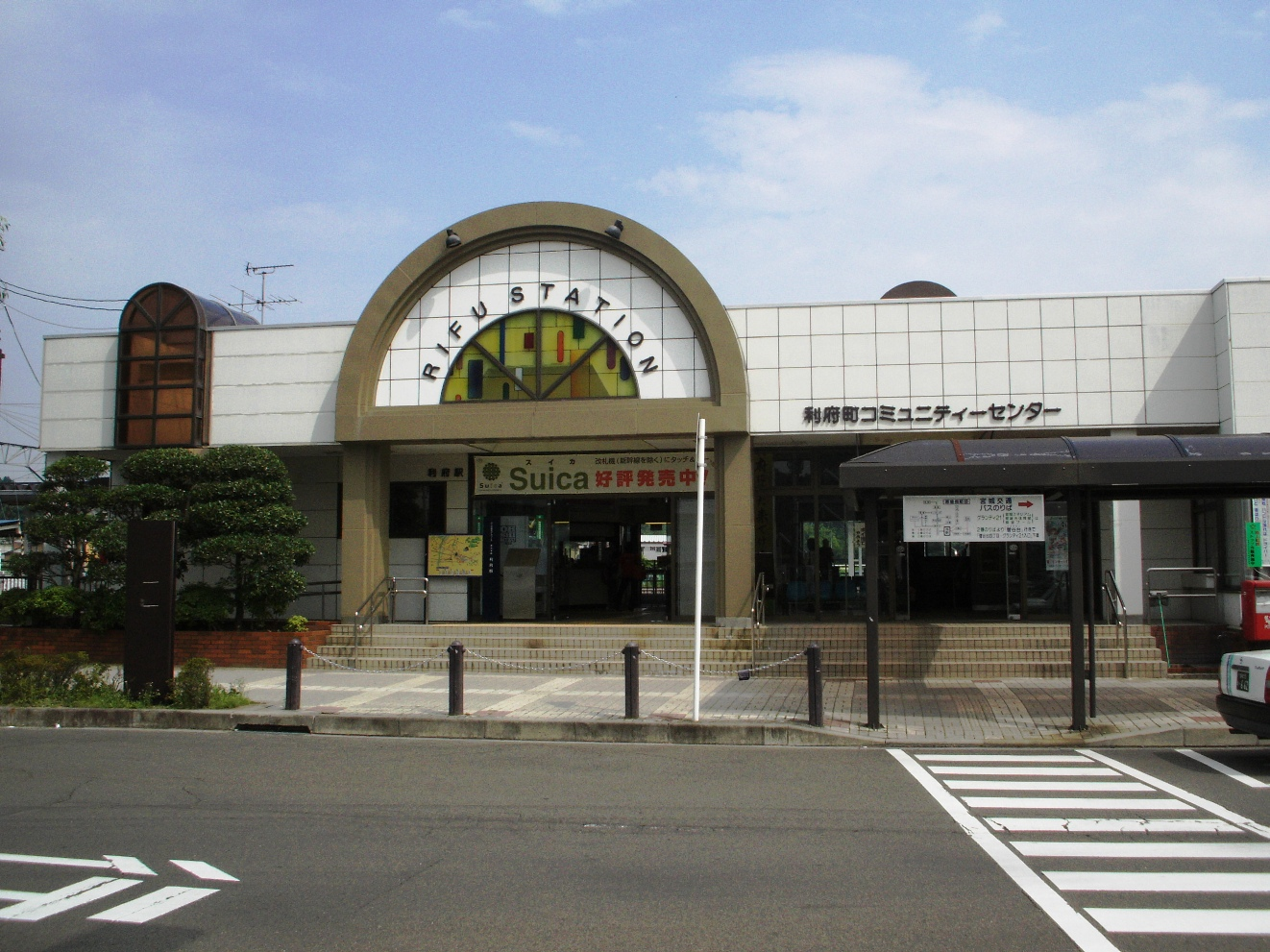
利府駅の駅舎

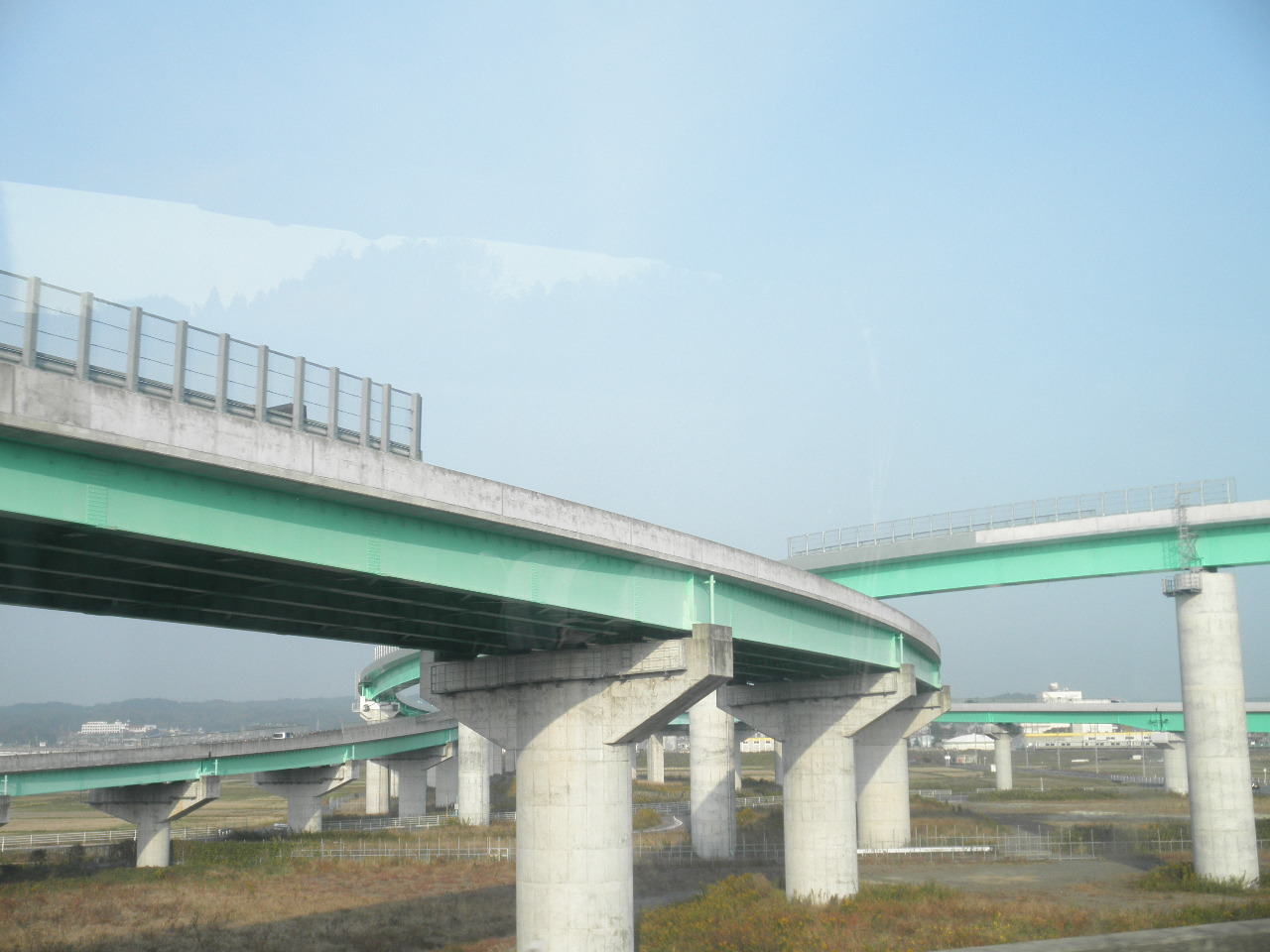
三陸自動車道と仙台北部道路が分岐・合流する利府JCT

### 鉄道
- 東日本旅客鉄道（JR東日本）
  - 東北本線（利府線）：新利府駅 - 利府駅
東北本線（本線）塩釜駅 - 松島駅の間でも町内を通るが、駅はない。
  - 仙石線：陸前浜田駅

### バス

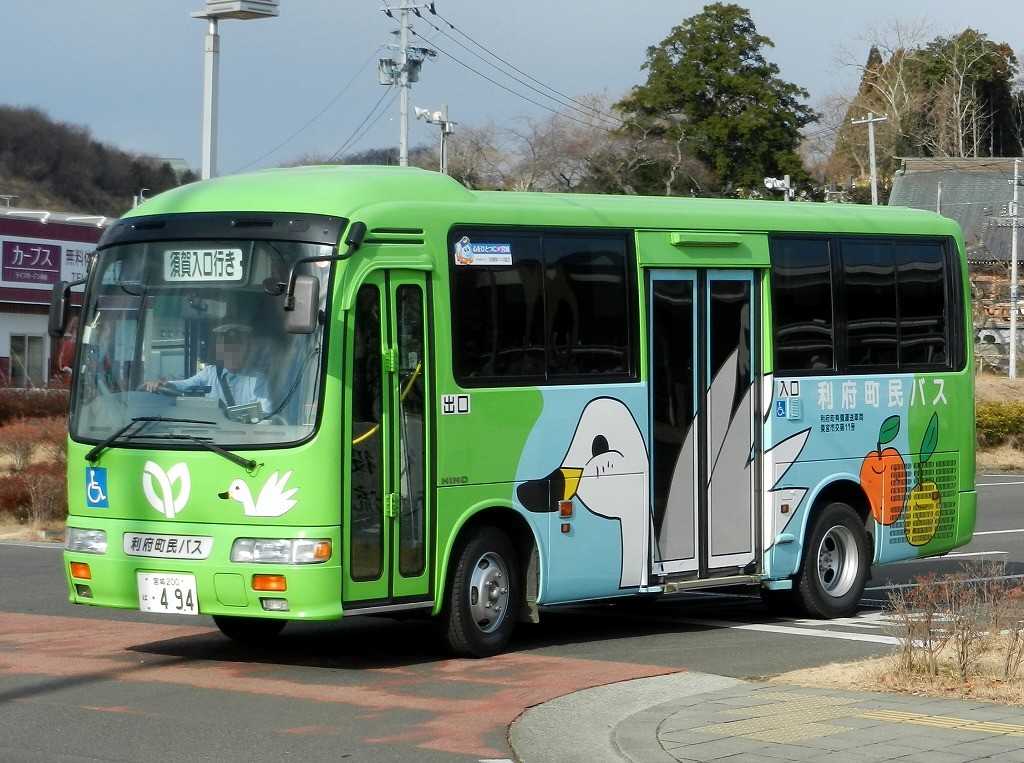
利府町民バス

#### 路線バス
- 宮城交通
  - 広瀬ライナー号
  - イオンモール新利府線
- ミヤコーバス
  - 利府線
  - 利府青山線
  - 菅谷青葉台線
  - 葉山赤沼線
- 利府町民バス
  - 東部路線
  - 西部路線
  - 葉山路線
- 大郷町住民バス

### タクシー
- 株式会社日の出タクシー 利府営業所
- 利府交通
- 有限会社臨海タクシー 利府営業所

### 道路

#### 高速道路
- E6 / E45 三陸自動車道[9]
  - （多賀城市）- (2) 利府JCT - (3) 利府塩釜IC - (4) 利府中IC - (5) 松島海岸IC -（宮城郡松島町）
- E6 仙台北部道路
  - (2) 利府JCT - (1) 利府しらかし台IC -（富谷市）

#### 国道
- 国道45号

#### 県道
- 宮城県道3号塩釜吉岡線
- 宮城県道8号仙台松島線
- 宮城県道40号利府松山線
- 宮城県道144号赤沼松島線
- 宮城県道259号加瀬沼公園線
- 宮城県道260号利府停車場総合運動公園線
- 宮城県道270号利府岩切停車場線
- 宮城県道271号利府中インター線

### 港湾
- 無し（浜田漁港があるが旅客船の運行は無い）

## 観光

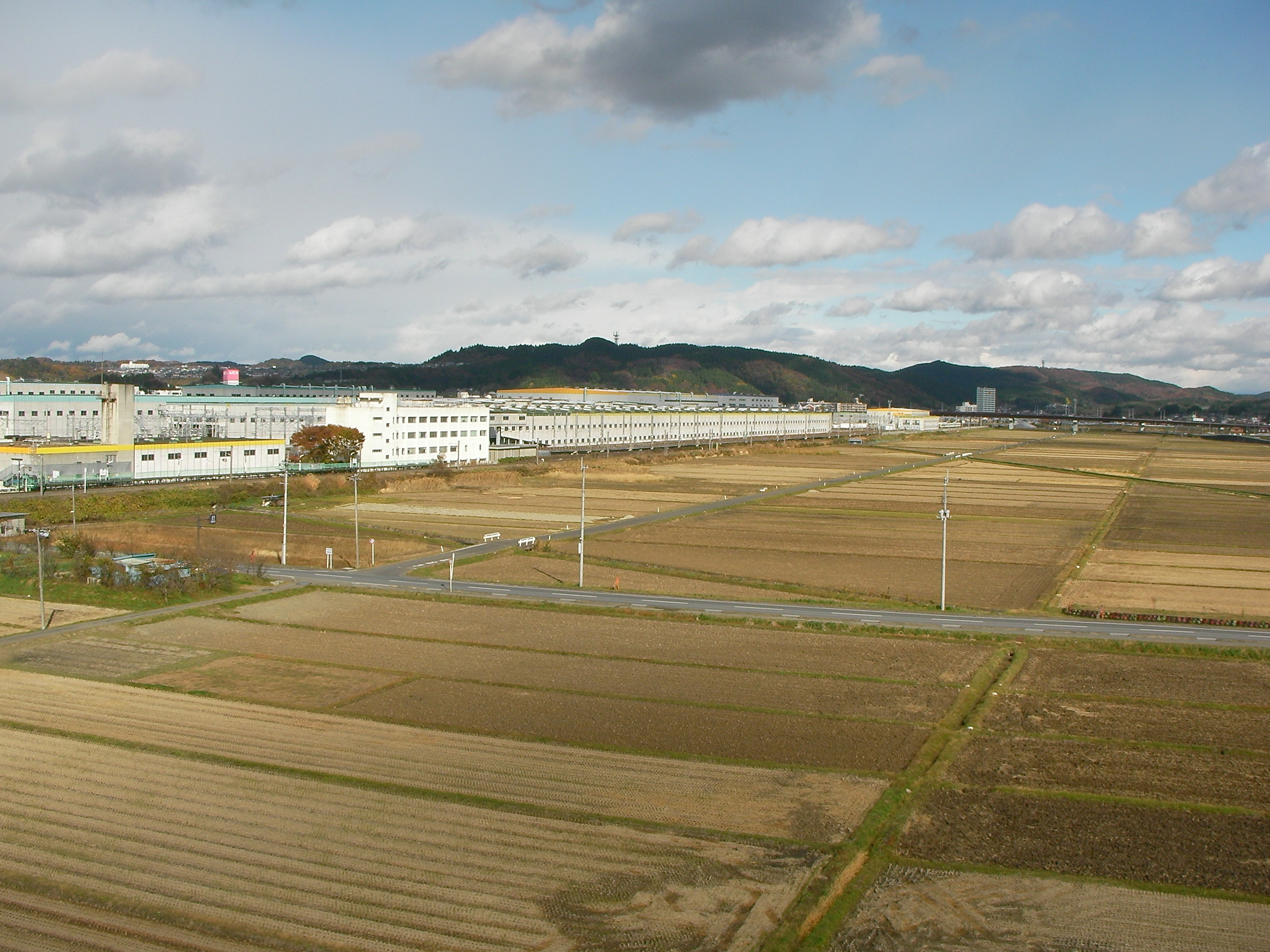
新幹線総合車両センター

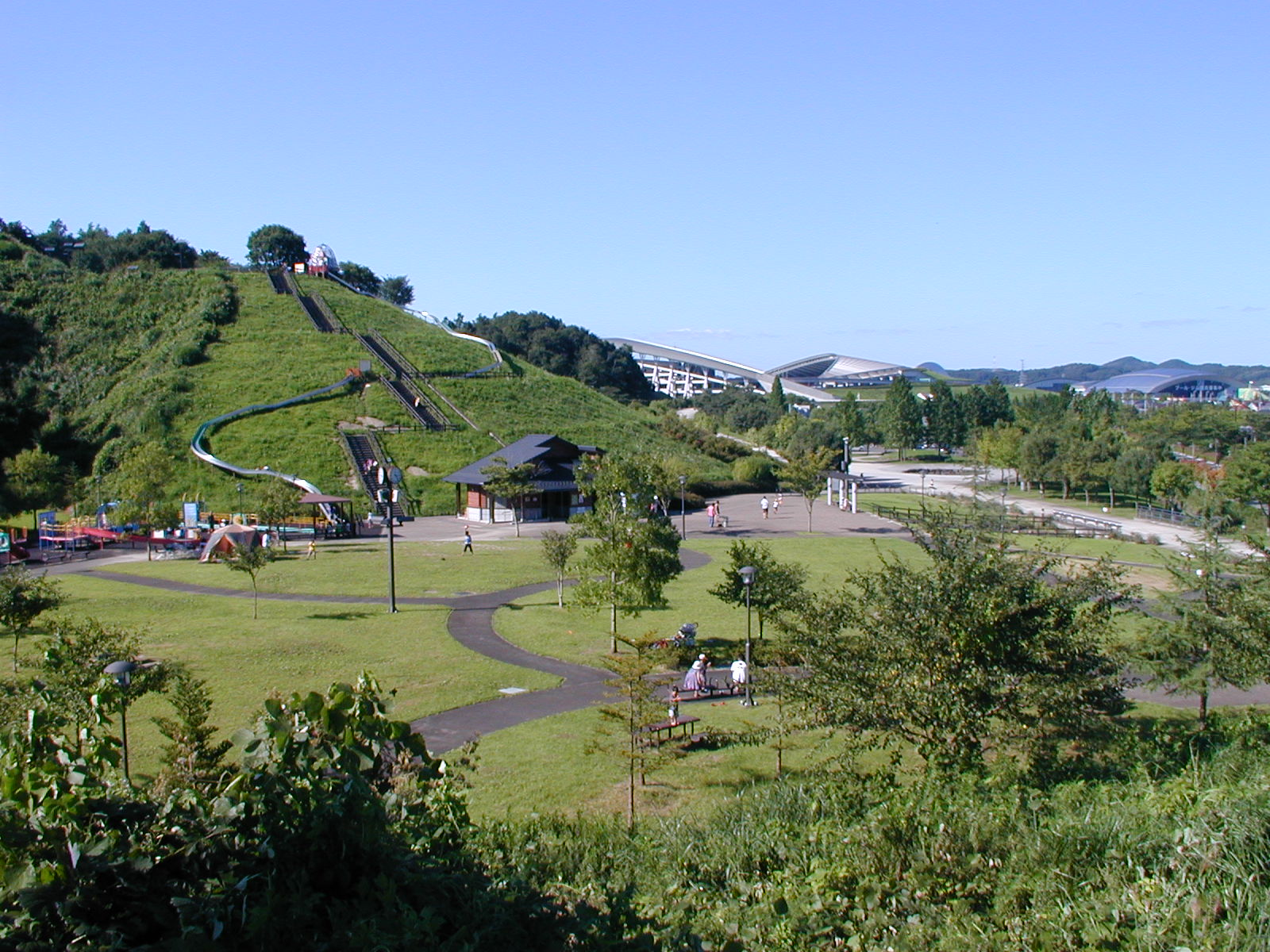
グランディ21

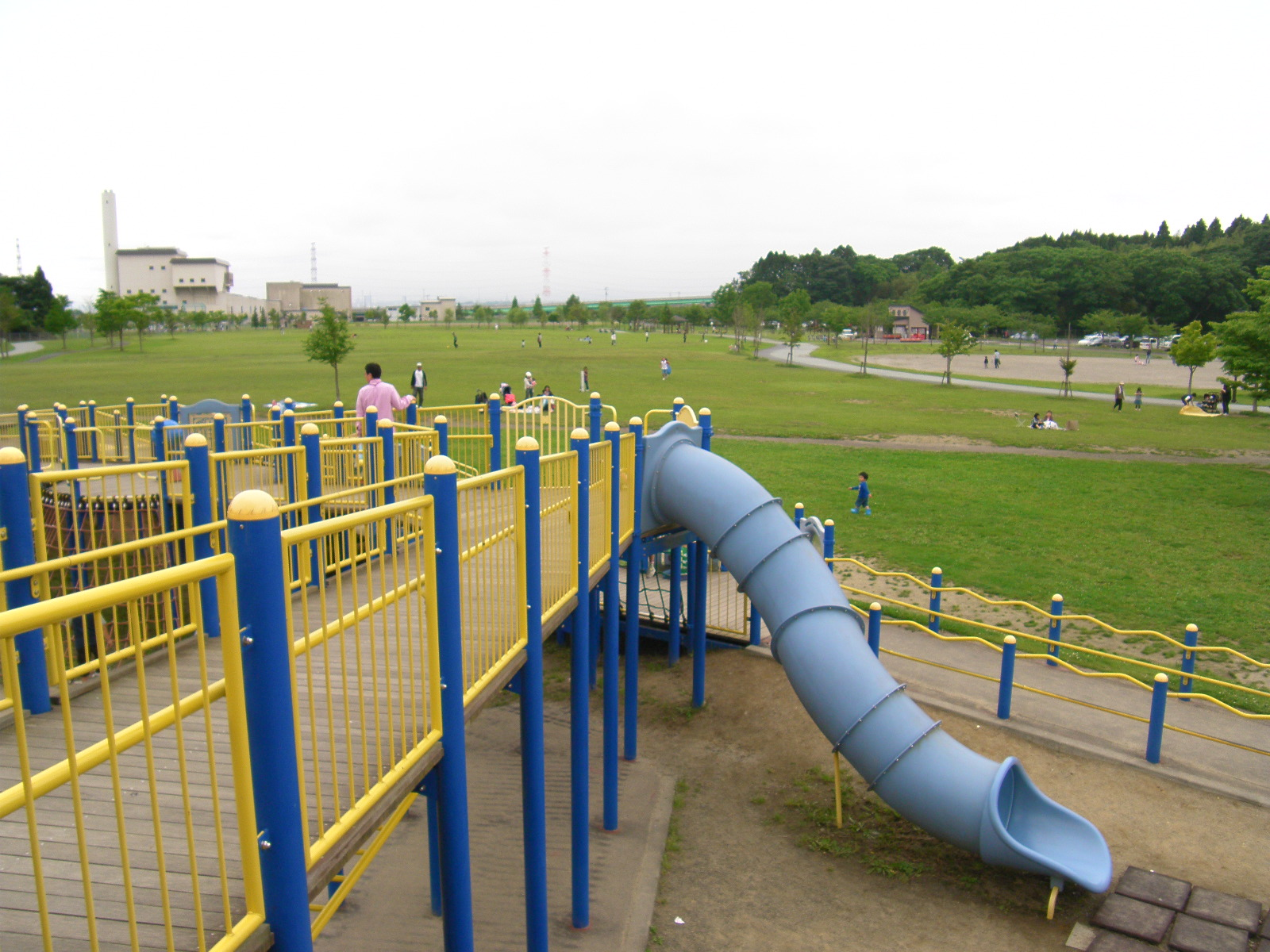
加瀬沼公園

### 名所･旧跡
城郭
- 岩切城
- 利府城跡（館山公園）
- 竹林城跡
- 深山館跡

主な神社
- 伊豆佐比売神社
- 八幡神社
- 熊野神社
- 春日神社
- 染殿神社

### 観光スポット
温泉
- 松島
- 沢乙温泉（さわおとおんせん）
- 道珍坊温泉

その他
- 宮城県総合運動公園（グランディ・21）
- 加瀬沼公園
- 県民の森
- 新幹線総合車両センター

## 文化･名物

### 祭事･催事
主な催事
- 「十府の里－利府」フェスティバル
- 利府街道まつり
- 利府梨まつり
- 利府町浜まつり
- SENDAI OTO Festival

## 出身･関連著名人
- 荒川静香（元フィギュアスケート選手・2006年トリノオリンピック金メダリスト）利府町立しらかし台中学校卒業
- 加藤久（サッカー・元京都サンガF.C.監督・元日本代表キャプテン）
- 相澤優子（元女子バスケットボール選手）利府町立利府中学校卒業
- 藤本つかさ（女子プロレスラー・アイスリボン）